# Lydella acellaris
Lydella acellaris là một loài ruồi trong họ Tachinidae.